# Bitva u Opočna
Bitva u Opočna či též Bitva u Uherska byla válečným střetem mezi českým vojskem pod vedením Ctibora z Uherska a švábským vojskem vedeným Walterem z Castellu hájícím nárok Habsburků na český trůn v období politické nestability v českých zemích po vymření rodu Přemyslovců. Odehrála se patrně 1. ledna 1310 mezi vesnicemi Uhersko a Opočno u Trusnova v údolí říčky Loučné ve východních Čechách a skončila porážkou Habsburkům loajálních sil, což dopomohlo k jejich vyřazení ze zápasu o titul českého krále. 
Bitva často bývá chybně lokalizována na základě shody místních názvů k městu Opočno v podhůří Orlických hor.

## Pozadí
V komplikované politické situaci po zavraždění posledního Přemyslovce Václava III. v Olomouci roku 1306 docházelo k soupeření o českou korunu mezi Jindřichem Korutanským a rakouským rodem Habsburků. Díky sňatku s Annou Přemyslovnou se českým králem stal Jindřich Korutanský, který však po intervenci vojsk vévody Albrechta I. Habsburského podporovaného většinou české šlechty uprchl i s chotí mimo Čechy. Albrecht pak na český trůn dosadil svého prvorozeného syna, pětadvacetiletého Rudolfa Habsburského, který se oženil s Eliškou Rejčkou. 
Když Rudolf následkem nemoci roku 1307 při obléhání Horažďovic zemřel, síly podporující Habsburky se přemístily do věnných měst ve východních Čechách (Hradec Králové, Chrudim, Jaroměř, Polička a Vysoké Mýto), kam uprchla i sama královna. V nárocích na český trůn podporovaly Rudolfova bratra Fridricha. Na odpor se jim pak stavěli zejména zástupci české šlechty podporující vládu krále Jindřicha Korutanského.

## Průběh bitvy
O srážce informuje mj. Dalimilova kronika. Ta ji situuje do lokality mezi obce Uhersko a Opočno nedaleko Vysokého Mýta, v údolí říčky Loučné, tedy v místech pozdější železniční stanice Uhersko. Dojít k ní mělo na Nový rok. V bitvě se měl střetnout švábský žoldnéřský oddíl vedený Walterem z Castellu loajální Habsburkům s vojskem české šlechty vedené Ctiborem z Uherska, zdejším nižším šlechticem.   
Ctiborovo vojsko v ní dosáhlo vítězství, po kterém byl švábský oddíl rozprášen a dal se na ústup z Čech. Po bitvě bylo zajato mnoho švábských rytířů a šlechticů. Není jisté, zda k nim patřil též Walter z Castellu. Ten však bitvu přežil a posléze byl dál politicky činný.   

## Hodnocení bitvy
Ztráty na straně švábských byly patrně značné, obdivuhodný je rovněž počet Čechy zajatých vojáků. Bitva znamenala významné vítězství sil podporujících Jindřicha Korutanského, jehož vláda v Čechách mohla pokračovat především díky oslabení habsburských snah vinou zavraždění Albrechta I. jeho synovcem. Eliška Rejčka se pak po další léta usadila v Hradci Králové.  
Po dvou letech a složitých politických procesech však roku 1310 usedl na český trůn král Jan Lucemburský, který pro svůj rod již získal královský titul jako dědičný.  